# Féminisme postcolonial
Le féminisme postcolonial est un courant de pensée féministe qui cherche à rendre compte de la manière dont le racisme, et les effets politiques, économiques, culturels du colonialisme, affectent les femmes non occidentales. Il est critique à l'égard de la théorie postcoloniale, dont il souligne l'androcentrisme et l'indifférence aux questions de genre ; il est critique également à l'égard des prétentions universalistes de la théorie féministe dominante, théorie occidentale centrée sur les expériences des femmes en Europe et en Amérique du Nord, qui ne prendrait pas en compte les femmes vivant dans le reste du monde. Le féminisme postcolonial est apparu dans les années 1980 aux États-Unis.
L'essai de Chandra Talpade Mohanty Sous les yeux de l'Occident : recherches féministes et discours coloniaux (Under Western Eyes), publié en 1984, est considéré comme un des textes les plus emblématiques du féminisme postcolonial ; il analyse la manière dont le discours féministe occidental a produit la catégorie prétendument unifiée et homogène de « la femme du tiers monde ».

## Naissance du féminisme postcolonial
Le féminisme postcolonial recueille le legs de trois principaux courants de pensée, la théorie postcoloniale, les études subalternes, et les féminismes de groupes racisés (afroféminisme, féminisme autochtone, féminisme arabe, féminisme chicana).

### Théorie postcoloniale
Le féminisme postcolonial s'inscrit dans le sillage du travail des théoriciens du postcolonialisme qui analysent ce que la vision de l'Autre élaborée dans les pays occidentaux doit à la colonisation, et la manière dont les cultures ex-colonisées se perçoivent elles-mêmes.
La théorie postcoloniale peut être définie comme une critique savante des « grands récits » produits par les puissances coloniales et comme une alternative à ces discours dominants.
Le texte fondateur du postcolonialisme est L'Orientalisme d'Edward Saïd. L'auteur y analyse les oppositions entre Occident et Orient qui ont servi à justifier la colonisation : dans les discours savants, politiques, journalistiques, l'Occident est associé à la raison, et l'Orient, à l'irrationalité (celle de l'instinct ou de la religion) ; l'Occident est présenté comme la patrie du progrès, tandis que l'Orient demeurerait marqué par la tradition, l'archaïsme, l'obscurantisme ; l'Occident serait masculin (actif), alors que l'Orient serait féminin (passif, paresseux). En forgeant des outils permettant de déconstruire les biais ethnocentriques, « L'Orientalisme a ouvert la voie au féminisme postcolonial », selon l'anthropologue Lila Abu-Lughod.

### Les études subalternes

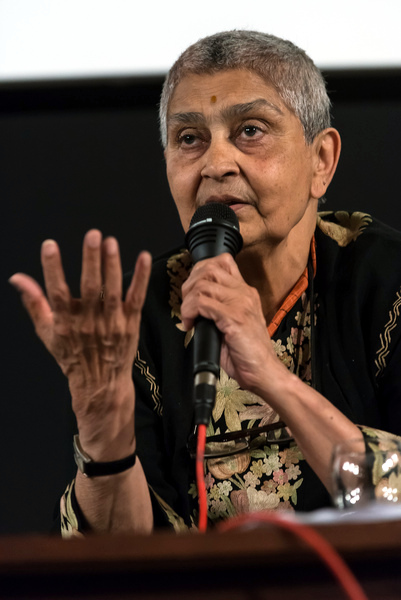
Gayatri Spivak, auteure de Les subalternes peuvent-elles parler ?

Les études subalternes (Subaltern Studies) ont contribué à donner une armature théorique au féminisme postcolonial. Ce courant académique a été fondé par l’historien de l’Inde Ranajit Guha au début des années 1980. Les subalternistes, savants indiens pour la plupart, procèdent à une réécriture de l'histoire de la décolonisation de l'Inde en mettant l'accent sur le rôle du peuple, minoré dans l'historiographie traditionnelle. Ils portent leur attention sur les révoltes paysannes, sur l'action de groupes "subalternes", s'opposant ainsi au récit nationaliste communément admis selon lequel les grands héros comme Gandhi ou Nehru, et plus largement les « élites éclairées », auraient conduit les masses vers l'indépendance.
« Le féminisme postcolonial s’est inspiré des Subaltern Studies dans sa détermination à penser les résistances et à mettre au jour la complexité des systèmes d’oppression », selon Laetitia Dechaufour. La philosophe féministe indienne Gayatri Spivak, qui a rejoint les études subalternistes, a joué un rôle clé dans le rapprochement entre le féminisme, les Subaltern Studies et la théorie postcoloniale. Elle est l'auteure notamment d'un célèbre essai intitulé Les subalternes peuvent-elles parler ? (1985). Elle y défend la thèse selon laquelle les « subalternes », définies comme les personnes exclues du système de représentation dominant, peuvent certes dire, et même crier leur révolte, mais elles ne sont pas entendues pour autant. Si « parler » suppose tacitement de la part de l'interlocuteur une écoute, une prise en considération des énoncés qui sont produits, alors les subalternes ne peuvent pas parler. Selon Gayatri Spivak, les subalternes par excellence sont les femmes du tiers-monde.

### Les mouvements féministes nés dans des groupes racisés

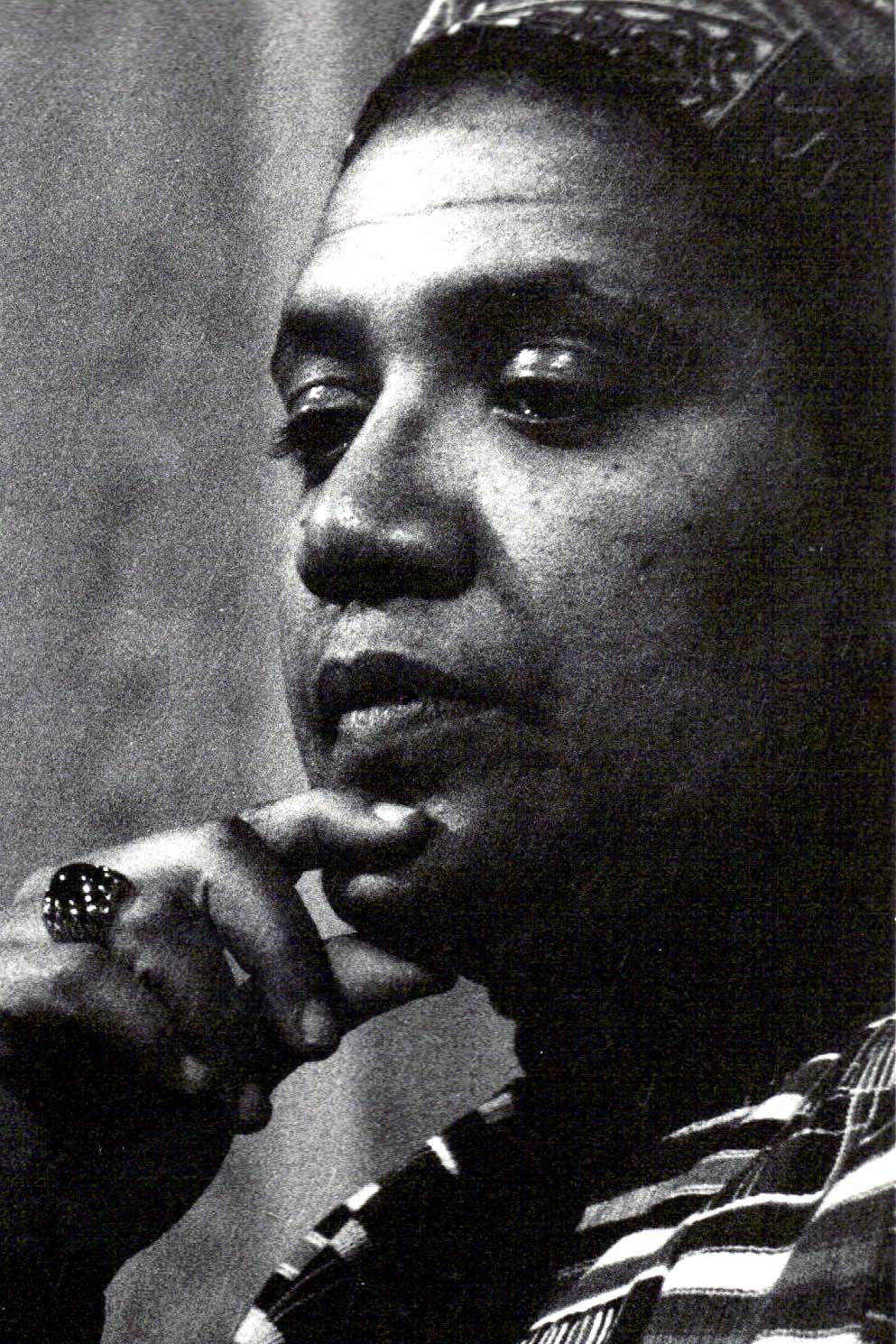
Audre Lorde, une des figures majeures de l'afroféminisme

Ces mouvements féministes ont eu une influence décisive sur le féminisme postcolonial ; il leur revient d'avoir souligné le rôle que le racisme joue dans la vie des femmes appartenant à ces communautés marginalisées — alors que le sexisme seul intéressait jusqu'alors le féminisme dominant. Figures majeures du féminisme noir (Black feminism), Audre Lorde, bell hooks ou Patricia Hill Collins, sont ainsi critiques à l'égard de l'ethnocentrisme des féministes blanches américaines,,. Au sein du féminisme chicana, Gloria Anzaldúa et Cherrie Moraga ont élaboré le concept de « situation frontalière » pour rendre compte de l'intersection de différents types d'oppression subis par les femmes d'origine mexicaine aux États-Unis, et pour évoquer aussi la capacité de ces femmes à se métisser culturellement. Des féministes arabes comme Fatima Mernissi ou musulmanes comme Deniz Kandiyoti ont critiqué un discours qui voit dans les femmes de leur pays des « victimes totales de l’ordre patriarcal », et ont retracé les effets sur le statut des femmes de la colonisation d'une part, du nationalisme d'autre part. Le féminisme autochtone, dont l’œuvre de Andrea Smith (en) peut donner une idée, a voulu rendre compte de la manière dont la condition des femmes autochtones d'Amérique a été mobilisée pour justifier l'oppression coloniale, présentée comme émancipatrice.
Le féminisme postcolonial a émergé dans le cadre de la troisième vague de féminisme, qui a débuté dans les années 1980, avec pour objectif de refléter la nature diversifiée de l'expérience vécue par chaque femme. Il place « au cœur de son analyse féministe, écrit Laetitia Dechaufour, l’expérience de la colonisation, de l’esclavage et du racisme ».
En reconnaissant les différences entre les divers groupes de femmes, les féministes postcoloniales vont à l'encontre de ce qu'elles considèrent comme l'approche simplificatrice qui serait celle du féminisme occidental.

## Éléments novateurs du féminisme postcolonial

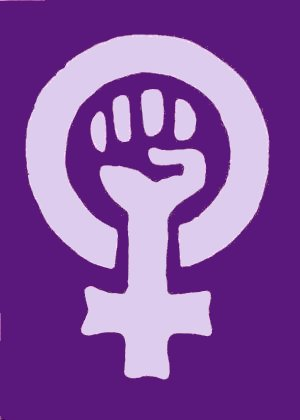
Logo du féminisme originaire de 1970

### L'opposition à l'androcentrisme de la théorie postcoloniale
Les féministes postcoloniales soulignent le fait que les théoriciens du postcolonialisme passent sous silence le rôle des femmes, qu'il s'agisse des femmes des sociétés colonisées, ou des Européennes. Elles insistent pour leur part sur la capacité de résistance (agency) des femmes dans le contexte colonial, ou étudient leur complicité avec les oppresseurs.
À la différence des théoriciens du postcolonialisme, qui désignent parfois le système colonial comme le «grand coupable», les féministes postcoloniales privilégient une double approche, et font ressortir la connivence entre le colonialisme et le «patriarcat» qui œuvrent tous deux au maintien de la domination masculine.

### L'opposition au féminisme hégémonique
Le féminisme postcolonial a commencé comme une critique de l'incapacité du féminisme occidental à faire face à la complexité des problèmes des femmes du tiers monde (y compris du « tiers monde américain », c'est-à-dire les femmes américaines noires, autochtones d'Amérique ou originaires du tiers monde). Il cherche à intégrer la lutte des femmes du tiers monde et des femmes de couleur dans le mouvement féministe plus large.

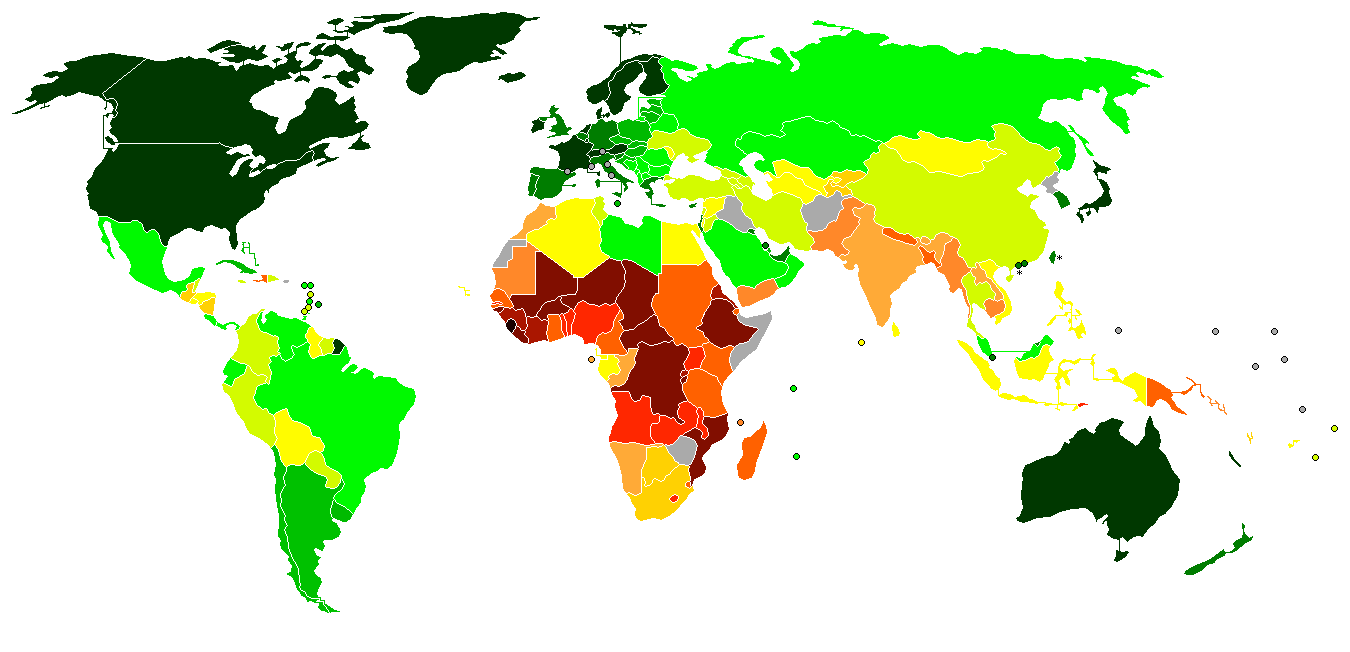
L'indice de développement humain de l'ONU, ici en 2008, est utilisé par certains pour décrire approximativement le tiers monde.

Le féminisme dominant a prétendu, selon les féministes postcoloniales, défendre la cause des femmes, alors qu'en réalité il défendait la cause des femmes blanches. Il se voulait universaliste, mais il n'aurait été que le porte-parole d'un groupe particulier. Il se serait montré incapable d'imaginer d'autres voies de libération que celles qui ont été conçues par et pour les femmes blanches non-racisées. Il appliquerait ses revendications aux femmes du monde entier sans discernement. Il lui a été reproché de participer à l'« invisibilisation des analyses et des expériences des femmes racisées » en reléguant au dernier rang dans le cursus universitaire par exemple l'enseignement des théories des femmes du tiers monde ou des femmes de couleur.
La littérature féministe concernant les pays du Sud est écrite majoritairement par des théoriciennes occidentales, ce qui a pour effet de « blanchir » l'histoire des pays concernés. Le féminisme occidental ayant tendance à ignorer les différences de situation selon les pays ou les groupes sociaux, les femmes du tiers monde se voient définies par les femmes occidentales, et leur oppression est catégorisée selon des critères occidentaux ethnocentriques.
L'utilisation des modèles de société occidentaux comme cadre pour le reste du monde est répandue dans de nombreux domaines universitaires. Selon Sushmita Chatterjee, le féminisme hégémonique s'inscrit dans « une construction idéologique qui assigne à l'Occident le rôle de sauver les femmes « brunes » de leur patriarcat culturel intrinsèquement oppressif ». Un cadre féministe eurocentrique présente souvent « l'autre » comme victime de sa culture et de ses traditions.

## Quelques concepts clés

### La représentation: qui parle? pour qui?
Les féministes occidentales parlant pour les autres manifestent quelquefois une vision classiste et ethnocentrée comme le montre l'exemple de leur analyse du travail comme moyen de libération des femmes. Pour elles qui appartiennent à la classe moyenne et supérieure, le travail relève d'un choix ; pour les femmes de condition sociale modeste, il est une obligation, éventuellement une source de souffrances. Audre Lorde interroge les féministes blanches dans ces termes : « Que faites-vous du fait que les femmes qui nettoient vos maisons et s’occupent de vos enfants pendant que vous participez à des conférences sur la théorie féministe sont pour la plupart des femmes pauvres et/ou issues du tiers monde ? ». Se considérer comme femme uniquement a permis à ces féministes d'éviter envisager leurs privilèges liés à la classe et à la race, leur connivence avec des oppresseurs. Jusqu'à une époque récente, la racisation n'était pas considérée comme un problème auquel les femmes blanches devaient réfléchir,.
La philosophie féministe occidentale a forgé des outils conceptuels précieux comme la « connaissance située » (situated knowledge) et la « théorie du point de vue » (standpoint theory (en)) permettant de déconstruire le savoir « produit par et pour des hommes ». Les biais sexistes en sciences, par exemple, seraient, selon les épistémologues féministes, des effets de la surreprésentation des hommes parmi les producteurs de la connaissance. Selon les féministes postcoloniales, des biais ethnocentriques grèvent, de même, les théories féministes produites exclusivement par et pour des féministes occidentales. Si, faute de se poser la question de savoir « d'où il parle », un homme n'a guère de chances de produire des connaissances réellement objectives et universelles, une Occidentale qui méconnaît sa situation particulière encourt le même risque de créer des distorsions de perspective tout en se réclamant de l'universel.
Parler pour les autres, pour les « sans voix », est donc problématique. Il ne suffit pas cependant que les « sans voix » parlent pour que tous les problèmes soient résolus. Il y a toujours un risque d'usurper l'espace d'autres personnes, et un risque aussi pour les « sans voix » de s'enfermer dans une identité exclusive. Gayatri Spivak évoque le travail qu'elle doit effectuer quand elle prend la parole « en tant qu'Indienne, ou en tant que féministe » : « j’essaie alors, dit-elle, de me généraliser moi-même. Chacun doit habiter, comme sujet, de nombreuses positions ; chacun n’est pas une seule chose ».

### L'essentialisme
Selon Pnina Werbner (en), « essentialiser, c’est imputer à une personne, une catégorie sociale, un groupe ethnique, une communauté religieuse ou une nation une qualité constitutive fondamentale, essentielle, absolument nécessaire » ; c'est supposer qu'un groupe conserve dans la durée les mêmes traits, et qu'il serait homogène, doté de caractères distinctifs clairement identifiables.
L'orientalisme tel qu'il a été décrit par Edward Saïd et, de manière générale, les représentations exotiques de l'Autre dans le discours colonial produisent des stéréotypes essentialistes. Ils ont pour effet de « ghettoïser » des groupes humains.
Pnina Werber souligne cependant le fait que l'acte même de nommer et de catégoriser a quelque chose d'essentialiste. Ainsi, dit-elle, tout discours sur la société qui mobilise la classe, la nation, le genre, la race, la communauté, est essentialisant. Gayatri Spivak le reconnaît également, et parle pour sa part, concernant les études féministes par exemple, d'« essentialisme stratégique » : il s'agit d'un essentialisme provisoire, qui vise à « contrer l’effacement ou l’omission opérés par les travaux universitaires classiques ».

### La critique d'une vision simplifiée de «la femme du tiers monde»

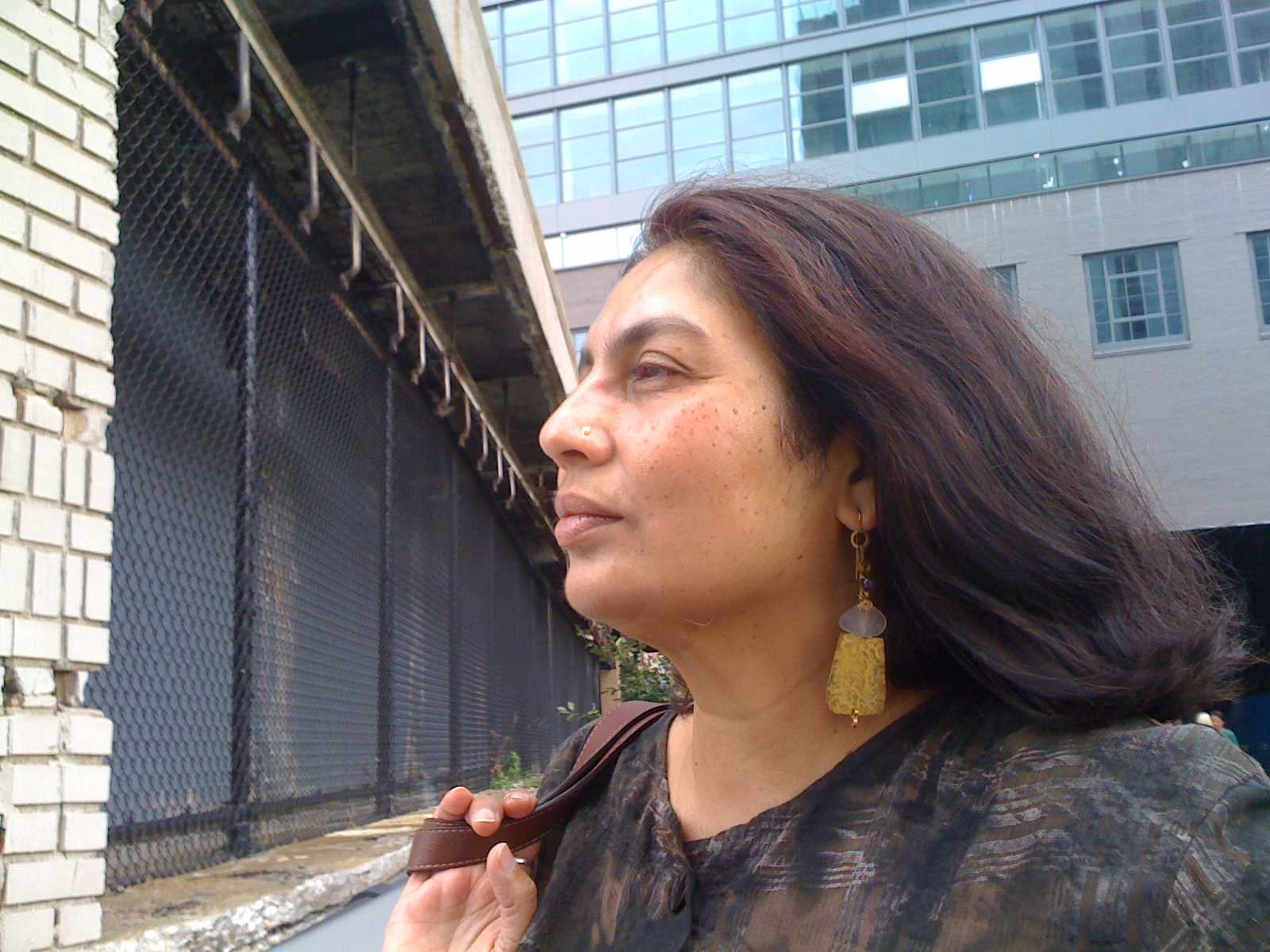
Chandra Mohanty, auteure de Sous les yeux de l'Occident : recherches féministes et discours coloniaux.

Le féminisme postcolonial entreprend de déconstruire un discours féministe occidental jugé réducteur sur « la femme du tiers monde » (the Third-World Woman). Dans un article célèbre, Sous les yeux de l'Occident : recherches féministes et discours coloniaux (Under Western Eyes. Feminist Scholarship and Colonial Discourses) (1984), Chandra Mohanty étudie la collection Femmes du tiers monde de la maison d’édition britannique Zed Press et critique la reprise de « représentations coloniales et racistes » dans des textes féministes des années 1970-1980. Les femmes du tiers monde sont trop souvent appréhendées selon elle comme « un sujet unique et monolithique », leur diversité (liée par exemple à leur situation historique, économique, leur âge, leur place dans un systèmes de castes etc.) est occultée. Mohanty note aussi que ces travaux, faute d'une connaissance approfondie du contexte historique des pays du tiers monde, ont tendance à représenter les femmes de ces régions comme « un groupe uniformément opprimé, et leurs homologues masculins comme un groupe également et uniformément dominant ». En revanche les féministes occidentales opèrent des distinctions bien plus fines lorsqu'elles se représentent elles-mêmes. Chandra Mohanty analyse comme une stratégie de domination discursive le fait de « garder pour soi le privilège de la diversité ». De plus, les féministes occidentales utiliseraient comme repoussoir la catégorie de « la femme du tiers monde » « religieuse », « traditionnelle », « illettrée » ; cette figure stéréotypée leur servirait à confirmer leur propre image de femmes supérieures et progressistes.
Le féminisme occidental fonctionne comme la norme à l'aune de laquelle est évaluée la situation dans les pays en voie de développement. L'objectif de Mohanty est de permettre aux femmes du tiers monde d'avoir une action et une voix sur le terrain du féminisme.

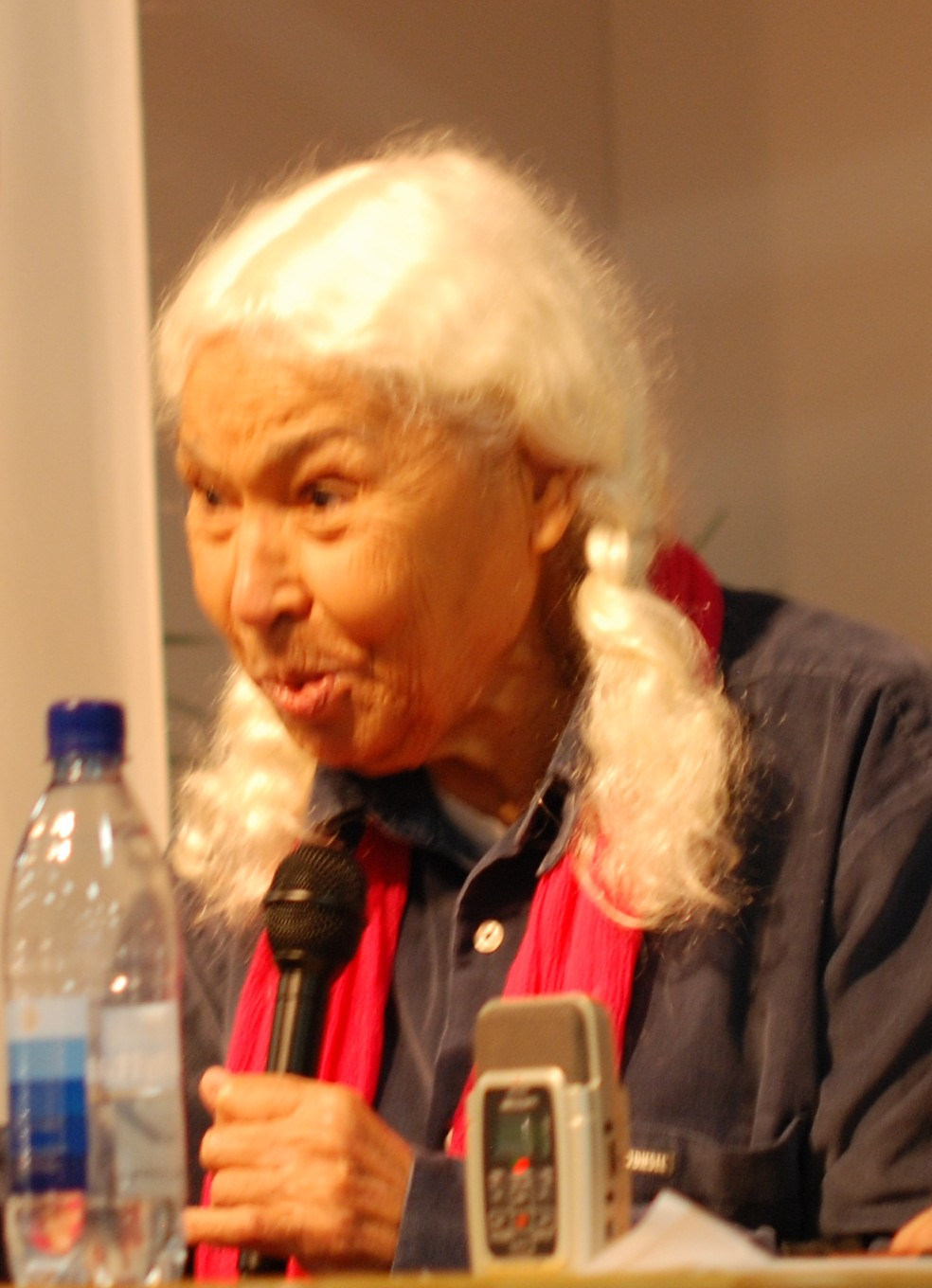
Nawal El Saadawi

Avant Chandra Mohanty, la féministe égyptienne Nawal el Saadaoui avait souligné le caractère non-circonscrit culturellement et géographiquement de l'oppression des femmes, oppression trop souvent identifiée comme un trait spécifique du tiers monde, voire des pays arabes en particulier ; selon elle, les femmes arabes étaient les mieux placées pour réaliser leur propre libération.
Le féminisme postcolonial veut se séparer du féminisme traditionnel qui suppose que les femmes du Sud ne savent pas ce qui est bon pour elles. Par exemple, la représentation du Moyen-Orient et de l'islam est centrée sur la pratique traditionnelle du voile que l'Occident perçoit comme un moyen d'oppression des femmes. Des féministes postcoloniales ont tenté de faire la lumière sur ces femmes en tant qu'« agents moraux à part entière » qui soutiennent volontairement leurs pratiques culturelles comme des formes de résistance à l'impérialisme occidental. Ces femmes du Moyen-Orient ont du mal pour leur part à admettre que les normes occidentales de vêtements sursexualisés constituent un moyen de libération. Des affirmations eurocentriques du féminisme traditionnel ont pu être qualifiées de féminisme impérial.

## Littérature féministe postcoloniale
La précarité matérielle des femmes (en particulier celles du Sud) aggravée par les crises environnementales, et la migration des femmes vers les centres urbains métropolitains, comptent parmi les préoccupations majeures de la littérature féministe postcoloniale. Cette littérature réfléchit aussi à la nécessité de décoloniser l'imaginaire des femmes de couleur. Plusieurs romans apparaissent comme emblématiques de cette littérature, en particulier La Chute de l'iman de Nawal El Saadawi sur le lynchage des femmes, L'Autre Moitié du soleil de Chimamanda Adichie sur deux sœurs dans le Nigeria d'avant et d'après-guerre, et États-Unis de la banane de Giannina Braschi sur l'indépendance de Porto Rico,. Parmi les autres œuvres majeures de la littérature féministe postcoloniale, citons les romans de Maryse Condé, Fatou Diome et Marie Ndiaye, la poésie de Cherríe Moraga, Giannina Braschi et Sandra Cisneros, et l'autobiographie d'Audre Lorde (Zami: A New Spelling of My Name).
Les chercheuses féministes postcoloniales cherchent à identifier les effets de la double colonisation sur les écrivaines et la manière dont la double colonisation est représentée et mentionnée dans la littérature. La double colonisation est une expression faisant référence au statut des femmes opprimées à la fois par le patriarcat et le pouvoir colonial ; il s'agit d'un processus en cours dans de nombreux pays même après leur accession à l'indépendance. Le concept de double colonisation a été introduit pour la première fois en 1986 par Kirsten Holst Petersen et Anna Rutherford dans leur anthologie A Double Colonization: Colonial and Postcolonial Women's Writing, qui traite de la question de la visibilité féminine et des luttes des écrivaines dans un monde essentiellement masculin. Les écrivaines généralement associées au thème de la double colonisation et à la critique du féminisme hégémonique sont par exemple Hazel Carby et Chandra Mohanty. Hazel Carby est l'auteure de White Woman Listen ! (Femme blanche écoute !), un essai où elle critique durement les féministes occidentales qu'elle accuse d'opprimer les femmes noires au lieu de les soutenir. Elle évoque également la triple oppression : « Le fait que les femmes noires soient soumises à l'oppression simultanée du patriarcat, de la classe et de la "race" est une bonne raison de ne pas utiliser de parallèles qui rendent la position et l'expérience des femmes noires non seulement marginales, mais invisibles ».
L'argument de Mohanty dans Sous les yeux de l'Occident : recherches féministes et discours coloniaux va dans le même sens. Elle reproche aux féministes occidentales de présenter les femmes de couleur comme une seule entité et de ne pas tenir compte de la diversité de leurs expériences.

## Critiques
Le féminisme postcolonial procédant d'une critique du féminisme occidental, il est lui-même la cible de critiques de féministes qui lui reprochent d'introduire des divisions dans le groupe des femmes. Le féminisme dominant soutient ainsi que le mouvement féministe global serait plus fort si les femmes présentaient un front uni, et que le féminisme postcolonial l'affaiblit.
D'autres critiques adressées au féminisme postcolonial pourraient valoir pour la théorie postcoloniale. Il lui est reproché d'être trop exclusivement préoccupé par la question des représentations coloniales dans les discours, et pas assez par les formes matérielles de l'oppression coloniale ou postcoloniale (les inégalités économiques, la domination militaire, politique etc.). De plus, le féminisme postcolonial se livre à des généralisations discutables quand il parle de colonialisme, les systèmes coloniaux ayant revêtu des formes différentes selon les lieux et les moments. Enfin, comme les théoriciens du postcolonialisme, les féministes postcoloniales se voient ramenées quelquefois à leur situation particulière d'universitaires émigrées en Occident, qui se sont éloignées du tiers monde dont elles parlent.

## Nouvelles perspectives: le féminisme transnational
Si le féminisme postcolonial a mis en évidence des représentations stéréotypées des expériences de femmes du Sud global, le féminisme transnational (en) est plus tourné vers l'action (dans le cadre par exemple des Nations unies). Il s'intéresse particulièrement aux « nouvelles réalités mondiales résultant des migrations et de la création de communautés transnationales» - aux conditions de vie des femmes migrantes, aux solidarités entre femmes dans le monde. Rajeswari Sunder Rajan et You-me Park expliquent que « beaucoup de féministes transnationales voient dans la division internationale du travail – plutôt que dans les conflits culturels – l’élément le plus important pour définir la postcolonialité ».